# سمولوو
سمولوو (به بلغاری: Smolevo) یک منطقهٔ مسکونی در بلغارستان است که در استان بلاگووگراد واقع شده‌است.